# 柳本氏
柳本氏（やなぎもとし、やないもとし）は室町時代から戦国時代にかけて畿内で活動した一族。

## 概要
応仁の乱前後に、大和国には楊本範満などの楊本氏が存在していたが、細川氏近習の柳本氏との関係は不明である。
細川氏近習の柳本氏の人物の初見は出雲守家藤である。家藤は安富氏の家臣であったと考えられている。子の柳本又次郎長治から細川京兆家に仕え始めた。長治は明応7年（1498年）には細川政元に仕えている。柳本氏は細川氏の伝統的な家臣ではないため、政元個人から信任を得ていたと推察される。長治は永正4年（1507年）の永正の政変で政元が暗殺された後は細川高国に仕えている。同8年（1511年）には船岡山合戦などで活躍しているが、同17年（1520年）2月17日には細川澄元に敗北し、その後西岡一揆に嫡子・弾正忠某と共に討ち取られている。
長治が死亡したのちは、細川高国の命によって波多野氏#丹波波多野氏出身の柳本賢治が家督を継承した。賢治の「賢」の字は細川高国派であった細川尹賢の偏諱である。大永7年（1527年）2月16日には柳本又次郎賢治と署名しており、翌年からは長治の嫡子と同じ柳本弾正忠を名乗っている。大永6年（1526年）には、高国の家臣であった兄・香西元盛が高国に殺害されたため、賢治は阿波国にいた細川晴元や三好元長などと手を組み高国と対立した。翌7年（1527年）には桂川の戦いで高国に勝利し、高国や足利義晴を京都から追放している。その後は阿波国にいた足利義維を堺に迎え、堺公方として擁立し、賢治自身は摂津国山崎の実相庵を拠点とした。しかし、義晴との和睦と高国との戦争継続を主張した賢治は、義晴と将軍の座を巡り争っていた足利義維や京兆家の和睦を目指す晴元と対立し出家している。享禄3年（1530年）には別所就治の要請に応じて播磨国に出兵したものの、浦上村宗の家臣である島村貴則の家臣によって暗殺された。賢治は鴫野春重・能勢治頼・中井治安・富森吉久などといった京都近郊の国人達に柳本姓を名乗らせ配下としている。
賢治が死亡した後は、賢治の子・柳本虎満丸が4.5歳と幼少であったため、一族の柳本甚次郎が名代として活動している。しかし、三好元長と京都支配を巡って対立し、享禄5年（1532年）1月22日に居城の京都三条城で討ち取られている。虎満丸は天文2年（1533年）に主君の細川晴元から代官職の安堵を受けているが、その後は消息不明となっている。
甚次郎が敗死した後は、柳本孫七郎元俊が名代を務めている。元俊は虎満丸と同一人物とする説があるが、元俊は柳本氏嫡流が名乗った「又次郎・弾正忠」を名乗っていないことから別人であると考えられる。馬部隆弘は、『言継卿記』天文14年（1545年）5月24日条に細川晴元軍に「柳本又二郎　三百」と見える「柳本又二郎」が虎満丸であると推定している。